# Olympische Sommerspiele 2024/Judo
Bei den Olympischen Spielen 2024 in Paris wurden vom 27. Juli bis 3. August insgesamt 15 Wettbewerbe im Judo ausgetragen.
Neben je sieben Entscheidungen in Einzelwettkämpfen bei den Männern und Frauen, wurde ein Mannschaftswettbewerb im Mixed ausgetragen.

## Zeitplan
| Zeitplan Judo                  | Zeitplan Judo | Zeitplan Judo | Zeitplan Judo | Zeitplan Judo | Zeitplan Judo | Zeitplan Judo | Zeitplan Judo | Zeitplan Judo |
| Wettbewerbe                    | Juli          | Juli          | Juli          | Juli          | Juli          | August        | August        | August        |
| Männer                         | 27.           | 28.           | 29.           | 30.           | 31.           | 1.            | 2.            | 3.            |
| ------------------------------ | ------------- | ------------- | ------------- | ------------- | ------------- | ------------- | ------------- | ------------- |
| Superleichtgewicht (bis 60 kg) |               |               |               |               |               |               |               |               |
| Halbleichtgewicht (bis 66 kg)  |               |               |               |               |               |               |               |               |
| Leichtgewicht (bis 73 kg)      |               |               |               |               |               |               |               |               |
| Halbmittelgewicht (bis 81 kg)  |               |               |               |               |               |               |               |               |
| Mittelgewicht (bis 90 kg)      |               |               |               |               |               |               |               |               |
| Halbschwergewicht (bis 100 kg) |               |               |               |               |               |               |               |               |
| Schwergewicht (über 100 kg)    |               |               |               |               |               |               |               |               |
| Frauen                         | 27.           | 28.           | 29.           | 30.           | 31.           | 1.            | 2.            | 3.            |
| Superleichtgewicht (bis 48 kg) |               |               |               |               |               |               |               |               |
| Halbleichtgewicht (bis 52 kg)  |               |               |               |               |               |               |               |               |
| Leichtgewicht (bis 57 kg)      |               |               |               |               |               |               |               |               |
| Halbmittelgewicht (bis 63 kg)  |               |               |               |               |               |               |               |               |
| Mittelgewicht (bis 70 kg)      |               |               |               |               |               |               |               |               |
| Halbschwergewicht (bis 78 kg)  |               |               |               |               |               |               |               |               |
| Schwergewicht (über 78 kg)     |               |               |               |               |               |               |               |               |
| Mixed                          | 27.           | 28.           | 29.           | 30.           | 31.           | 1.            | 2.            | 3.            |
| Mannschaft                     |               |               |               |               |               |               |               |               |
| Entscheidungen                 | 2             | 2             | 2             | 2             | 2             | 2             | 2             | 1             |

|  | Medaillenentscheidung |

## Bilanz

### Medaillenspiegel
| Platz  | Land          | Gold | Silber | Bronze | Gesamt |
| ------ | ------------- | ---- | ------ | ------ | ------ |
| 1      | Japan         | 3    | 2      | 3      | 8      |
| 2      | Frankreich    | 2    | 2      | 6      | 10     |
| 3      | Aserbaidschan | 2    | –      | –      | 2      |
| 4      | Georgien      | 1    | 2      | –      | 3      |
| 5      | Brasilien     | 1    | 1      | 2      | 4      |
| 6      | Usbekistan    | 1    | –      | 2      | 3      |
| 7      | Kasachstan    | 1    | –      | 1      | 2      |
| 8      | Italien       | 1    | –      | –      | 1      |
| 8      | Kanada        | 1    | –      | –      | 1      |
| 8      | Kroatien      | 1    | –      | –      | 1      |
| 8      | Slowenien     | 1    | –      | –      | 1      |
| 12     | Südkorea      | –    | 2      | 3      | 5      |
| 13     | Israel        | –    | 2      | 1      | 3      |
| 14     | Kosovo        | –    | 1      | 1      | 2      |
| 15     | Deutschland   | –    | 1      | –      | 1      |
| 15     | Mexiko        | –    | 1      | –      | 1      |
| 15     | Mongolei      | –    | 1      | –      | 1      |
| 18     | Moldau        | –    | –      | 2      | 2      |
| 18     | Tadschikistan | –    | –      | 2      | 2      |
| 20     | Belgien       | –    | –      | 1      | 1      |
| 20     | China         | –    | –      | 1      | 1      |
| 20     | Griechenland  | –    | –      | 1      | 1      |
| 20     | Österreich    | –    | –      | 1      | 1      |
| 20     | Portugal      | –    | –      | 1      | 1      |
| 20     | Schweden      | –    | –      | 1      | 1      |
| 20     | Spanien       | –    | –      | 1      | 1      |
| Gesamt | Gesamt        | 15   | 15     | 30     | 60     |

### Medaillengewinner
Männer
| Disziplin                      | Gold                   | Silber                    | Bronze                                                   |
| ------------------------------ | ---------------------- | ------------------------- | -------------------------------------------------------- |
| Superleichtgewicht (bis 60 kg) | Jeldos Smetow (KAZ)    | Luka Mkheidze (FRA)       | Ryūju Nagayama (JPN) Francisco Garrigós (ESP)            |
| Halbleichtgewicht (bis 66 kg)  | Hifumi Abe (JPN)       | Willian Lima (BRA)        | Ghusman Qyrghysbajew (KAZ) Denis Vieru (MDA)             |
| Leichtgewicht (bis 73 kg)      | Hidayət Heydərov (AZE) | Joan-Benjamin Gaba (FRA)  | Sōichi Hashimoto (JPN) Adil Osmanov (MDA)                |
| Halbmittelgewicht (bis 81 kg)  | Takanori Nagase (JPN)  | Tato Grigalaschwili (GEO) | Lee Joon-hwan (KOR) Somon Mahmadbekow (TJK)              |
| Mittelgewicht (bis 90 kg)      | Lascha Bekauri (GEO)   | Sanshiro Murao (JPN)      | Maxime-Gaël Ngayap Hambou (FRA) Theodoros Tselidis (GRE) |
| Halbschwergewicht (bis 100 kg) | Zelym Kotsoiev (AZE)   | Ilia Sulamanidse (GEO)    | Peter Paltchik (ISR) Muzaffarbek Turoboyev (UZB)         |
| Schwergewicht (über 100 kg)    | Teddy Riner (FRA)      | Kim Min-jong (KOR)        | Temur Rahimow (TJK) Alisher Yusupov (UZB)                |

Frauen
| Disziplin                      | Gold                     | Silber                           | Bronze                                           |
| ------------------------------ | ------------------------ | -------------------------------- | ------------------------------------------------ |
| Superleichtgewicht (bis 48 kg) | Natsumi Tsunoda (JPN)    | Bawuudordschiin Baasanchüü (MGL) | Shirine Boukli (FRA) Tara Babulfath (SWE)        |
| Halbleichtgewicht (bis 52 kg)  | Diyora Keldiyorova (UZB) | Distria Krasniqi (KOS)           | Amandine Buchard (FRA) Larissa Pimenta (BRA)     |
| Leichtgewicht (bis 57 kg)      | Christa Deguchi (CAN)    | Huh Mi-mi (KOR)                  | Sarah Léonie Cysique (FRA) Haruka Funakubo (JPN) |
| Halbmittelgewicht (bis 63 kg)  | Andreja Leški (SLO)      | Prisca Awiti Alcaraz (MEX)       | Clarisse Agbegnenou (FRA) Laura Fazliu (KOS)     |
| Mittelgewicht (bis 70 kg)      | Barbara Matić (CRO)      | Miriam Butkereit (GER)           | Gabriella Willems (BEL) Michaela Polleres (AUT)  |
| Halbschwergewicht (bis 78 kg)  | Alice Bellandi (ITA)     | Inbar Lanir (ISR)                | Ma Zhenzhao (CHN) Patrícia Sampaio (POR)         |
| Schwergewicht (über 78 kg)     | Beatriz Souza (BRA)      | Raz Hershko (ISR)                | Kim Ha-yun (KOR) Romane Dicko (FRA)              |

Mixed
| Disziplin  | Gold | Silber | Bronze | Bronze |
| ---------- | --- | --- | --- | --- |
| Mannschaft | FrankreichShirine Boukli Joan-Benjamin Gaba Amandine Buchard Walide Khyar Sarah-Léonie Cysique Luka Mkheidze Clarisse Agbegnenou Alpha Oumar Djalo Marie-Ève Gahié Maxime-Gaël Ngayap Hambou Romane Dicko Aurélien Diesse Madeleine Malonga Teddy Riner | JapanUta Abe Hifumi Abe Haruka Funakubo Sōichi Hashimoto Natsumi Tsunoda Ryūju Nagayama Saki Niizoe Sanshiro Murao Miku Takaichi Takanori Nagase Aaron Wolf Rika Takayama Akira Sone Tatsuru Saitō | BrasilienDaniel Cargnin Leonardo Gonçalves Willian Lima Rafael Macedo Guilherme Schimidt Rafael Silva Larissa Pimenta Ketleyn Quadros Rafaela Silva Beatriz Souza | SüdkoreaLee Hye-kyeong Kim Won-jin Jung Ye-rin An Ba-ul Huh Mi-mi Kim Ji-su Lee Joon-hwan Han Ju-yeop Yoon Hyun-ji Kim Ha-yun Kim Min-jong |

## Ergebnisse

### Männer

#### Superleichtgewicht (bis 60 kg)
| Platz | Land | Athlet                |
| ----- | ---- | --------------------- |
| 1     | KAZ  | Jeldos Smetow         |
| 2     | FRA  | Luka Mkheidze         |
| 3     | JPN  | Ryūju Nagayama        |
| 3     | ESP  | Francisco Garrigós    |
| 5     | TUR  | Salih Yıldız          |
| 5     | GEO  | Giorgi Sardalaschwili |
| 7     | TPE  | Yang Yung-wei         |
| 7     | KOR  | Kim Won-jin           |

#### Halbleichtgewicht (bis 66 kg)
| Platz | Land | Athlet                  |
| ----- | ---- | ----------------------- |
| 1     | JPN  | Hifumi Abe              |
| 2     | BRA  | Willian Lima            |
| 3     | KAZ  | Ghusman Qyrghysbajew    |
| 3     | MDA  | Denis Vieru             |
| 5     | SRB  | Strahinja Bunčić        |
| 5     | FRA  | Walide Khyar            |
| 7     | TJK  | Nurali Emomali          |
| 7     | MGL  | Jondonperenlein Baschüü |

#### Leichtgewicht (bis 73 kg)
| Platz | Land | Athlet                    |
| ----- | ---- | ------------------------- |
| 1     | AZE  | Hidayət Heydərov          |
| 2     | FRA  | Joan-Benjamin Gaba        |
| 3     | MDA  | Adil Osmanov              |
| 3     | JPN  | Sōichi Hashimoto          |
| 5     | ITA  | Manuel Lombardo           |
| 5     | KOS  | Akil Gjakova              |
| 7     | CAN  | Arthur Margelidon         |
| 7     | MGL  | Batdsajaagiin Erdenebajar |

#### Halbmittelgewicht (bis 81 kg)
| Platz | Land | Athlet                    |
| ----- | ---- | ------------------------- |
| 1     | JPN  | Takanori Nagase           |
| 2     | GEO  | Tato Grigalaschwili       |
| 3     | KOR  | Lee Joon-hwan             |
| 3     | TJK  | Somon Mahmadbekow         |
| 5     | BEL  | Matthias Casse            |
| 5     | ITA  | Antonio Esposito          |
| 7     | CAN  | François Gauthier-Drapeau |
| 7     | UZB  | Sharofiddin Boltaboev     |

#### Mittelgewicht (bis 90 kg)
| Platz | Land | Athlet                    |
| ----- | ---- | ------------------------- |
| 1     | GEO  | Lascha Bekauri            |
| 2     | JPN  | Sanshiro Murao            |
| 3     | FRA  | Maxime-Gaël Ngayap Hambou |
| 3     | GRE  | Theodoros Tselidis        |
| 5     | BRA  | Rafael Macedo             |
| 5     | ESP  | Tristani Mosakhlishvili   |
| 7     | KOR  | Han Ju-yeop               |
| 7     | UAE  | Aram Grigorian            |

#### Halbschwergewicht (bis 100 kg)
| Platz | Land | Athlet                  |
| ----- | ---- | ----------------------- |
| 1     | AZE  | Zelym Kotsoiev          |
| 2     | GEO  | Ilia Sulamanidse        |
| 3     | UZB  | Muzaffarbek Turoboyev   |
| 3     | ISR  | Peter Paltchik          |
| 5     | SUI  | Daniel Eich             |
| 5     | ESP  | Nikoloz Sherazadishvili |
| 7     | NLD  | Michael Korrel          |
| 7     | JPN  | Aaron Wolf              |

#### Schwergewicht (über 100 kg)
| Platz | Land | Athlet              |
| ----- | ---- | ------------------- |
| 1     | FRA  | Teddy Riner         |
| 2     | KOR  | Kim Min-jong        |
| 3     | TJK  | Temur Rahimow       |
| 3     | UZB  | Alisher Yusupov     |
| 5     | JPN  | Tatsuru Saitō       |
| 5     | CUB  | Andy Granda         |
| 7     | AZE  | Uşangi Kokauri      |
| 7     | GEO  | Guram Tuschischwili |

### Frauen

#### Superleichtgewicht (bis 48 kg)
| Platz | Land | Athletin                   |
| ----- | ---- | -------------------------- |
| 1     | JPN  | Natsumi Tsunoda            |
| 2     | MGL  | Bawuudordschiin Baasanchüü |
| 3     | FRA  | Shirine Boukli             |
| 3     | SWE  | Tara Babulfath             |
| 5     | ESP  | Laura Martínez             |
| 5     | KAZ  | Abiba Abuschakinowa        |
| 7     | PAR  | Gabriela Narváez           |
| 7     | ITA  | Assunta Scutto             |

#### Halbleichtgewicht (bis 52 kg)
| Platz | Land | Athletin           |
| ----- | ---- | ------------------ |
| 1     | UZB  | Diyora Keldiyorova |
| 2     | KOS  | Distria Krasniqi   |
| 3     | BRA  | Larissa Pimenta    |
| 3     | FRA  | Amandine Buchard   |
| 5     | ITA  | Odette Giuffrida   |
| 5     | HUN  | Réka Pupp          |
| 7     | GER  | Mascha Ballhaus    |
| 7     | ISR  | Gefen Primo        |

#### Leichtgewicht (bis 57 kg)
| Platz | Land | Athletin                    |
| ----- | ---- | --------------------------- |
| 1     | CAN  | Christa Deguchi             |
| 2     | KOR  | Huh Mi-mi                   |
| 3     | JPN  | Haruka Funakubo             |
| 3     | FRA  | Sarah Léonie Cysique        |
| 5     | BRA  | Rafaela Silva               |
| 5     | GEO  | Eteri Liparteliani          |
| 7     | SRB  | Marica Perišić              |
| 7     | MGL  | Lchagwatogoogiin Enchriilen |

#### Halbmittelgewicht (bis 63 kg)
| Platz | Land | Athletin                    |
| ----- | ---- | --------------------------- |
| 1     | SLO  | Andreja Leški               |
| 2     | MEX  | Prisca Awiti Alcaraz        |
| 3     | FRA  | Clarisse Agbegnenou         |
| 3     | KOS  | Laura Fazliu                |
| 5     | AUT  | Lubjana Piovesana           |
| 5     | CRO  | Katarina Krišto             |
| 7     | KOR  | Kim Ji-su                   |
| 7     | CAN  | Catherine Beauchemin-Pinard |

#### Mittelgewicht (bis 70 kg)
| Platz | Land | Athletin          |
| ----- | ---- | ----------------- |
| 1     | CRO  | Barbara Matić     |
| 2     | GER  | Miriam Butkereit  |
| 3     | AUT  | Michaela Polleres |
| 3     | BEL  | Gabriella Willems |
| 5     | ESP  | Ai Tsunoda        |
| 5     | NED  | Sanne van Dijke   |
| 7     | JPN  | Saki Niizoe       |
| 7     | FRA  | Marie-Ève Gahié   |

#### Halbschwergewicht (bis 78 kg)
| Platz | Land | Athletin              |
| ----- | ---- | --------------------- |
| 1     | ITA  | Alice Bellandi        |
| 2     | ISR  | Inbar Lanir           |
| 3     | CHN  | Ma Zhenzhao           |
| 3     | POR  | Patrícia Sampaio      |
| 5     | GER  | Anna-Maria Wagner     |
| 5     | JPN  | Rika Takayama         |
| 7     | UKR  | Jelysaweta Lytwynenko |
| 7     | NED  | Guusje Steenhuis      |

#### Schwergewicht (über 78 kg)
| Platz | Land | Athletin      |
| ----- | ---- | ------------- |
| 1     | BRA  | Beatriz Souza |
| 2     | ISR  | Raz Hershko   |
| 3     | KOR  | Kim Ha-yun    |
| 3     | FRA  | Romane Dicko  |
| 5     | SRB  | Milica Žabić  |
| 5     | TUR  | Kayra Özdemir |
| 7     | JPN  | Akira Sone    |
| 7     | BIH  | Larisa Cerić  |

### Mixed

#### Mannschaft
| Platz | Land        |
| ----- | ----------- |
| 1     | Frankreich  |
| 2     | Japan       |
| 3     | Brasilien   |
| 3     | Südkorea    |
| 5     | Italien     |
| 5     | Deutschland |
| 7     | Serbien     |
| 7     | Usbekistan  |

## Qualifikation
| Nation                       | Männer | Männer | Männer | Männer | Männer | Männer | Männer  | Frauen | Frauen | Frauen | Frauen | Frauen | Frauen | Frauen | Mixed | Gesamt   |
| Nation                       | 60 kg  | 66 kg  | 73 kg  | 81 kg  | 90 kg  | 100 kg | +100 kg | 48 kg  | 52 kg  | 57 kg  | 63 kg  | 70 kg  | 78 kg  | +78 kg | Team  | Athleten |
| ---------------------------- | ------ | ------ | ------ | ------ | ------ | ------ | ------- | ------ | ------ | ------ | ------ | ------ | ------ | ------ | ----- | -------- |
| Afghanistan                  |        |        |        | X      |        |        |         |        |        |        |        |        |        |        |       | 1        |
| Ägypten                      | X      |        |        | X      |        |        |         |        |        |        |        |        |        |        |       | 2        |
| Algerien                     |        |        | X      |        |        |        | X       |        |        |        | X      |        |        |        |       | 3        |
| Angola                       |        | X      |        |        |        |        |         |        |        |        |        |        |        |        |       | 1        |
| Argentinien                  |        |        |        |        |        |        |         |        | X      |        |        |        |        |        |       | 1        |
| Aserbaidschan                | X      | X      | X      | X      | X      | X      | X       | X      | X      |        |        |        |        |        |       | 9        |
| Australien                   | X      |        |        |        |        |        |         |        |        |        | X      | X      |        |        |       | 3        |
| Bahrain                      |        |        |        | X      |        |        |         |        |        |        |        |        |        |        |       | 1        |
| Belgien                      | X      |        |        | X      |        | X      |         |        |        |        |        | X      |        |        |       | 4        |
| Benin                        |        |        |        | X      |        |        |         |        |        |        |        |        |        |        |       | 1        |
| Bosnien und Herzegowina      |        |        |        |        |        |        |         |        |        |        |        | X      |        | X      |       | 2        |
| Brasilien                    | X      | X      | X      | X      | X      | X      | X       | X      | X      | X      | X      |        | X      | X      | X     | 13       |
| Bulgarien                    |        |        | X      |        | X      |        |         |        |        |        |        |        |        |        |       | 2        |
| Burkina Faso                 |        |        |        |        | X      |        |         |        |        |        |        |        |        |        |       | 1        |
| Burundi                      |        |        |        |        |        |        |         |        |        |        |        |        | X      |        |       | 1        |
| Chile                        |        |        |        |        |        | X      |         | X      |        |        |        |        |        |        |       | 2        |
| China                        |        |        |        |        |        |        |         | X      | X      | X      | X      |        | X      | X      |       | 6        |
| Chinesisch Taipeh            | X      |        |        |        |        |        |         | X      |        | X      |        |        |        |        |       | 3        |
| Costa Rica                   | X      |        |        |        |        |        |         |        |        |        |        |        |        |        |       | 1        |
| Dänemark                     |        |        |        |        |        |        |         |        |        |        |        | X      |        |        |       | 1        |
| Demokratische Republik Kongo | X      |        |        |        |        |        |         |        |        |        |        |        |        |        |       | 1        |
| Deutschland                  |        |        | X      | X      | X      |        | X       | X      | X      | X      |        | X      | X      | X      | X     | 10       |
| Dominikanische Republik      |        |        |        |        | X      |        |         |        |        |        |        |        |        | X      |       | 2        |
| Dschibuti                    |        |        | X      |        |        |        |         |        |        |        |        |        |        |        |       | 1        |
| Ecuador                      |        |        |        |        |        |        |         |        |        |        |        |        | X      |        |       | 1        |
| Elfenbeinküste               |        |        |        |        |        |        |         |        |        | X      |        |        |        |        |       | 1        |
| El Salvador                  | X      |        |        |        |        |        |         |        |        |        |        |        |        |        |       | 1        |
| Estland                      |        |        |        |        | X      |        |         |        |        |        |        |        |        |        |       | 1        |
| Fidschi                      |        |        |        |        |        |        | X       |        |        |        |        |        |        |        |       | 1        |
| Finnland                     |        | X      |        |        |        |        | X       |        |        |        |        |        |        |        |       | 2        |
| Frankreich                   | X      | X      | X      | X      | X      | X      | X       | X      | X      | X      | X      | X      | X      | X      | X     | 14       |
| Gabun                        |        |        |        |        |        |        |         | X      |        |        |        |        |        |        |       | 1        |
| Gambia                       |        |        | X      |        |        |        |         |        |        |        |        |        |        |        |       | 1        |
| Georgien                     | X      | X      | X      | X      | X      | X      | X       |        |        | X      | X      |        |        | X      | X     | 10       |
| Griechenland                 |        |        |        |        | X      |        |         |        |        |        |        | X      |        |        |       | 2        |
| Großbritannien               |        |        |        |        |        |        |         |        | X      | X      | X      | X      | X      |        |       | 5        |
| Guam                         |        |        |        |        |        |        |         |        |        | X      |        |        |        |        |       | 1        |
| Guatemala                    |        |        |        |        |        |        |         | X      |        |        |        |        |        |        |       | 1        |
| Guinea                       |        |        |        |        |        |        |         |        |        | X      |        |        | X      |        |       | 2        |
| Guinea-Bissau                |        |        |        |        |        |        | X       |        |        |        |        |        |        |        |       | 1        |
| Haiti                        |        |        | X      |        |        |        |         |        |        |        |        |        |        |        |       | 1        |
| Hongkong                     |        |        |        |        |        |        |         | X      |        |        |        |        |        |        |       | 1        |
| Indien                       |        |        |        |        |        |        |         |        |        |        |        |        |        | X      |       | 1        |
| Indonesien                   |        |        |        |        |        |        |         |        | X      |        |        |        |        |        |       | 1        |
| Irak                         |        |        |        | X      |        |        |         |        |        |        |        |        |        |        |       | 1        |
| Israel                       | X      | X      | X      | X      |        | X      |         | X      | X      | X      | X      | X      | X      | X      | X     | 12       |
| Italien                      | X      | X      | X      | X      | X      | X      |         | X      | X      | X      | X      | X      | X      | X      | X     | 13       |
| Jamaika                      | X      |        |        |        |        |        |         |        |        |        |        |        |        |        |       | 1        |
| Japan                        | X      | X      | X      | X      | X      | X      | X       | X      | X      | X      | X      | X      | X      | X      | X     | 14       |
| Jemen                        | X      |        |        |        |        |        |         |        |        |        |        |        |        |        |       | 1        |
| Kamerun                      |        |        |        |        |        |        |         |        |        |        |        |        |        | X      |       | 1        |
| Kanada                       |        |        | X      | X      |        | X      |         |        | X      | X      | X      |        |        | X      | X     | 7        |
| Kap Verde                    |        |        |        |        |        |        |         |        | X      |        |        |        |        |        |       | 1        |
| Kasachstan                   | X      | X      | X      | X      |        | X      |         | X      |        |        | X      |        |        | X      | X     | 8        |
| Kenia                        |        |        |        |        |        |        |         |        |        |        |        |        | X      |        |       | 1        |
| Kiribati                     |        |        |        |        |        |        |         |        |        | X      |        |        |        |        |       | 1        |
| Kirgisistan                  |        | X      |        |        | X      |        |         |        |        |        |        |        |        |        |       | 2        |
| Kolumbien                    |        |        |        |        |        |        |         | X      |        |        |        |        |        |        |       | 1        |
| Kosovo                       |        |        | X      |        |        |        |         |        | X      | X      | X      |        | X      |        |       | 5        |
| Kroatien                     |        |        |        |        |        | X      |         |        |        |        | X      | X      |        |        |       | 3        |
| Kuba                         |        |        |        |        | X      |        | X       |        |        |        | X      |        |        | X      |       | 4        |
| Libanon                      |        |        |        |        | X      |        |         |        |        |        |        |        |        |        |       | 1        |
| Madagaskar                   |        |        |        |        |        |        |         |        |        |        |        | X      |        |        |       | 1        |
| Malta                        |        |        |        |        |        |        |         | X      |        |        |        |        |        |        |       | 1        |
| Marokko                      |        | X      |        | X      |        |        |         |        | X      |        |        |        |        |        |       | 3        |
| Mauritius                    |        |        |        |        | X      |        |         |        |        |        |        |        |        |        |       | 1        |
| Mexiko                       |        |        |        |        |        |        |         |        | X      |        | X      |        |        |        |       | 2        |
| Moldau                       |        | X      | X      | X      |        |        |         |        |        |        |        |        |        |        |       | 3        |
| Monaco                       |        |        |        |        |        |        | X       |        |        |        |        |        |        |        |       | 1        |
| Mongolei                     | X      | X      | X      |        |        | X      | X       | X      | X      | X      |        |        | X      | X      | X     | 10       |
| Mosambik                     |        |        |        |        |        |        |         |        | X      |        |        |        |        |        |       | 1        |
| Nepal                        |        |        |        |        |        |        |         |        |        | X      |        |        |        |        |       | 1        |
| Neuseeland                   |        |        |        |        |        |        |         |        |        |        |        |        | X      | X      |       | 2        |
| Nicaragua                    |        |        |        |        |        |        |         |        |        |        |        |        |        | X      |       | 1        |
| Niederlande                  | X      |        |        | X      | X      | X      | X       |        |        | X      | X      | X      | X      | X      | X     | 10       |
| Niger                        |        | X      |        |        |        |        |         |        |        |        |        |        |        |        |       | 1        |
| Nordkorea                    |        |        |        |        |        |        |         |        |        |        |        | X      |        |        |       | 1        |
| Nordmazedonien               |        |        |        | X      |        |        |         |        |        |        |        |        |        |        |       | 1        |
| Österreich                   |        |        | X      | X      |        | X      |         | X      |        |        | X      | X      |        |        | X     | 6        |
| Palästina                    |        |        |        | X      |        |        |         |        |        |        |        |        |        |        |       | 1        |
| Panama                       |        |        |        |        |        |        |         |        |        | X      |        |        |        |        |       | 1        |
| Paraguay                     |        |        |        |        |        |        |         | X      |        |        |        |        |        |        |       | 1        |
| Peru                         |        | X      |        |        |        |        |         |        |        |        |        |        |        |        |       | 1        |
| Philippinen                  |        |        |        |        |        |        |         |        |        |        | X      |        |        |        |       | 1        |
| Polen                        |        |        | X      |        |        | X      |         |        |        |        | X      |        | X      |        |       | 4        |
| Portugal                     |        |        |        | X      |        | X      |         | X      |        |        | X      | X      | X      | X      |       | 7        |
| Puerto Rico                  |        |        |        | X      |        |        |         |        |        |        |        | X      |        |        |       | 2        |
| Refugee Olympic Team         |        | X      |        | X      |        | X      |         |        |        | X      | X      |        |        | X      | X     | 6        |
| Rumänien                     |        |        |        |        | X      |        |         |        |        |        |        |        |        |        |       | 1        |
| Sambia                       | X      |        |        |        |        |        |         |        |        |        |        |        |        |        |       | 1        |
| Samoa                        |        |        | X      |        |        |        |         |        |        |        |        |        |        |        |       | 1        |
| São Tomé und Príncipe        |        |        | X      |        |        |        |         |        |        |        |        |        |        |        |       | 1        |
| Schweden                     |        |        |        |        | X      |        |         | X      |        |        |        |        |        |        |       | 2        |
| Schweiz                      |        |        | X      |        |        | X      |         |        | X      |        |        |        |        |        |       | 3        |
| Senegal                      |        |        |        |        |        |        | X       |        |        |        |        |        |        |        |       | 1        |
| Serbien                      |        | X      |        |        | X      | X      |         | X      |        | X      |        |        |        | X      | X     | 6        |
| Sierra Leone                 |        |        |        |        |        |        |         |        |        | X      |        |        |        |        |       | 1        |
| Slowakei                     |        |        |        |        |        |        | X       |        |        |        |        |        |        |        |       | 1        |
| Slowenien                    |        |        |        |        |        |        | X       | X      |        | X      | X      | X      | X      |        |       | 6        |
| Spanien                      | X      | X      | X      |        | X      | X      |         | X      | X      |        | X      | X      |        |        | X     | 9        |
| Südafrika                    |        |        |        |        |        |        |         | X      |        |        |        |        |        |        |       | 1        |
| Südkorea                     | X      | X      |        | X      | X      |        | X       | X      | X      | X      | X      |        | X      | X      | X     | 11       |
| Syrien                       |        |        | X      |        |        |        |         |        |        |        |        |        |        |        |       | 1        |
| Tadschikistan                |        | X      | X      | X      | X      | X      | X       |        |        |        |        |        |        |        |       | 6        |
| Tansania                     |        |        | X      |        |        |        |         |        |        |        |        |        |        |        |       | 1        |
| Thailand                     |        |        | X      |        |        |        |         |        |        |        |        |        |        |        |       | 1        |
| Tschad                       |        |        |        |        |        |        |         |        |        |        |        | X      |        |        |       | 1        |
| Tschechien                   |        |        |        |        | X      |        | X       |        |        |        | X      |        |        |        |       | 3        |
| Tunesien                     |        |        |        |        |        |        |         | X      |        |        |        |        |        | X      |       | 2        |
| Türkei                       | X      | X      |        | X      | X      |        | X       | X      |        |        |        | X      |        | X      | X     | 8        |
| Turkmenistan                 |        | X      |        |        |        |        |         |        |        | X      |        |        |        |        |       | 2        |
| Ukraine                      | X      | X      |        |        |        |        |         |        |        | X      |        |        | X      | X      |       | 5        |
| Ungarn                       |        | X      |        | X      | X      | X      |         |        | X      |        | X      | X      |        |        | X     | 7        |
| Uruguay                      |        |        |        | X      |        |        |         |        |        |        |        |        |        |        |       | 1        |
| Usbekistan                   | X      | X      | X      | X      | X      | X      | X       | X      | X      | X      |        | X      | X      |        | X     | 12       |
| Vanuatu                      |        |        |        | X      |        |        |         |        |        |        |        |        |        |        |       | 1        |
| Venezuela                    |        |        |        |        |        |        |         |        |        |        | X      |        |        |        |       | 1        |
| Vereinigte Arabische Emirate |        | X      |        | X      | X      | X      | X       |        | X      |        |        |        |        |        |       | 6        |
| Vereinigte Staaten           |        |        | X      |        | X      |        |         | X      | X      |        |        |        |        |        |       | 4        |
| Vietnam                      |        |        |        |        |        |        |         | X      |        |        |        |        |        |        |       | 1        |
| Zentralafrikanische Republik |        |        |        |        |        |        |         |        |        |        | X      |        |        |        |       | 1        |
| Zypern                       |        |        |        |        |        |        |         |        | X      |        |        |        |        |        |       | 1        |
| Gesamt: 122 NOKs             | 25     | 27     | 30     | 33     | 29     | 25     | 23      | 31     | 26     | 28     | 29     | 24     | 22     | 26     | 19    | 378      |